# لي كولينز
لي كولينز (بالإنجليزية: Lee Collins)‏ (28 سبتمبر 1988 في المملكة المتحدة - 31 مارس 2021 في المملكة المتحدة) هو لاعب كرة قدم بريطاني في مركز الدفاع. لعب مع بورت فايل وشروزبري تاون ونادي بارنسلي ونادي نورثامبتون تاون ووولفرهامبتون واندررز ونادي هيرفورد ونادي مانسفيلد تاون.

## وصلات خارجية
- لي كولينز على موقع قاعدة بيانات كرة القدم.إي يو (الإنجليزية)
- لي كولينز على موقع Soccerbase.com (لاعب) (الإنجليزية)